# Sandra Neumann (Pädagogin)
Sandra Neumann ist eine deutsche Sonderpädagogin und Hochschullehrerin. 

## Leben
Sie erwarb 1999 das Diplom in Heilpädagogik, Studienrichtung Erziehung und Rehabilitation der Sprachbehinderten, Nebenfach Patholinguistik, Universität zu Köln und 2009 die Promotion (Dr. phil.) an der Universität Hamburg, Fakultät für Erziehungswissenschaft, Psychologie und Bewegungswissenschaft, Fachbereich Erziehungswissenschaft. Seit 2019 ist sie W3-Professorin für Inklusive Bildungsprozesse bei Beeinträchtigungen von Sprache und Kommunikation an der Universität Erfurt. Dort ist sie seit November 2021 stellvertretende Direktorin des Erfurt Laboratory of Empirical Research (ErfurtLab).
Ihre Forschungsschwerpunkte sind Sprachdidaktik/Lehrersprache in inklusiven Settings, Implementierung der ICF-CY im Förderschwerpunkt Sprache, Lebensqualität, kommunikative Partizipation und Verständlichkeit im Kontext bei Menschen mit sprachlich-kommunikativem Unterstützungsbedarf, soziale Integration, Therapieeffektivität bei Kindern mit Lippen-Kiefer-Gaumen-Segelfehlbildung, Forschungsethik und kooperative Pädagogik.

## Schriften (Auswahl)
- Frühförderung bei Kindern mit Lippen-Kiefer-Gaumen-Segel-Fehlbildung. Die Möglichkeit der Prävention von Sprechauffälligkeiten. Idstein 2000, ISBN 3-8248-0403-4.
- Lippen-Kiefer-Gaumen-Segel-Spalten. (LKGS-Spalten). Ein Ratgeber für Eltern. Idstein 2002, ISBN 3-8248-0365-8.
- Sprachtherapeutische Diagnostik bei Menschen mit Lippen-Kiefer-Gaumen-Segel-Fehlbildung. Entwicklung und Evaluation des sprachtherapeutischen Diagnostik- und Dokumentationsinventars „LKGSF komplex“ für den deutschsprachigen Raum. Hamburg 2010, ISBN 978-3-8300-4837-4.
- LKGSF komplex. Sprachtherapeutische Diagnostik bei Lippen-Kiefer-Gaumen-Segel-Fehlbildung. Mit 2 Tabellen. Mit CD-ROM mit Diagnostik-, Kommunikations- und Dokumentationsbögen. München 2011, ISBN 978-3-497-02234-2.